# Lobonyx aeneus
Lobonyx aeneus je brouk z čeledi Prionoceridae, nadčeledi Cleroidea. Vyskytuje se na Pyrenejském poloostrově a v severní Africe.